# Téb-erdő
Téb-erdő är en skog i Ungern.   Den ligger i provinsen Szabolcs-Szatmár-Bereg, i den nordöstra delen av landet, 270 km öster om huvudstaden Budapest.